# Vasilij Smyslov
Vasilij Vasiljevič Smyslov (rusky Василий Васильевич Смыслов, 24. března 1921, Moskva – 27. března 2010, tamtéž) byl ruský šachový mezinárodní velmistr a mistr světa z let 1957 až 1958 za Sovětský svaz. Jeho hra byla proslulá pověstnými pozičními souboji a precizní koncovkou.

## Život
Šachy se naučil hrát již v šesti letech, ale až do roku 1935 však nikde nehrál, pouze studoval knihy. Původním povoláním byl novinář, studoval i hudbu (operní zpěv). Jeho šachová kariéra byla mimořádně dlouhá. První žákovský turnaj hrál v roku 1935, naposledy hrál roku 2001 ve věku osmdesáti let. Potom, zřejmě kvůli velmi slabému zraku, hrát přestal.
V letech 1952 až 1972 hrál devětkrát za vítězný celek SSSR na šachových olympiádách a dosáhl celkového skóre +69 =42 −2, což je úspěšnost 79,6 % a pátý nejlepší výsledek v historii olympiád (první je Michail Tal s úspěšností 81,2 %, druhý Anatolij Karpov s 80,1 %, třetí Tigran Petrosjan se 79,8 % a čtvrtý Isaac Kashdan se 79,7 %), porazit jej dokázali jen Gedeon Barcza roku 1956 v Moskvě a Wolfgang Unzicker roku 1964 v Tel Avivu.

## Šachová kariéra
- 1938: juniorský mistr SSSR,
- 1941: 3. místo na turnaji o absolutního přeborníka za Michailem Botvinnikem a Paulem Keresem,[3]
- 1946: 3. místo na turnaji v Groningenu za Botvinnikem a Maxem Euwem,[4]
- 1948: 2. místo na turnaji o titul mistra světa za Michailem Botvinnikem, před Paulem Keresem, Samuelem Reshevskym a Maxem Euwem,[5]
- 1949: 1. místo na mistrovství SSSR (společně s Davidem Bronštejnem),
- 1950: 3. místo na turnaji kandidátů MS v Budapešti za Davidem Bronštejnem a Isaacem Boleslavskym,[6]
- 1953: 1. místo na turnaji turnaji kandidátů MS v Curychu před Davidem Bronštejnem, Paulem Keresem a Samuelem Reshevskym,[7]
- 1954: zápas o titul mistra světa s Michailem Botvinnikem v Moskvě 7:7 (=10), Botvinnik obhájil titul,[8]
- 1955: dělení prvního místa s Jefimem Gellerem na mistrovství SSSR, prohrál však užší zápas o titul,
- 1956: 1. místo na turnaji kandidátů MS v Amsterdamu před Paulem Keresem,[9]
- 1957: získání titulu mistra světa v šachu vítězstvím v zápase s Michailem Botvinnikem v Moskvě 6:3 (=13),[8]
- 1958: ztráta titulu v odvetném zápase s Michailem Botvinnikem v Moskvě 5:7 (=11),,[8]
- 1959: 4. místo na turnaji kandidátů MS v Bledu za Michailem Talem, Paulem Keresem a Tigranem Petrosjanem,[10]
- 1964: 1. až 4. místo na mezipásmovém turnaji v Amsterdamu společně Bentem Larsenem, Borisem Spasským a Michailem Talem,[11]
- 1965: prohra ve čtvrtfinálovém zápasu kandidátů MS s Jefimem Gellerem 0:3 (=5),
- 1970: 8. místo na mezipásmovém turnaji v Palmě de Mallorca (vyhrál Bobby Fischer, dále postoupili Jefim Geller, Robert Hübner, Bent Larsen, Mark Tajmanov, Wolfgang Uhlmann a Lajos Portisch),[12]
- 1970: účastník utkání století SSSR – svět v Bělehradě s osobním výsledkem 2:1 (=1), celkově vyhrálo mužstvo SSSR 10:9 (=21),[13]
- 1973: 5. místo na mezipásmovém turnaji v Petropolisu (vyhrál Henrique Mecking, 2.–4. byli Jefim Geller, Lev Polugajevskij a Lajos Portisch),[14]
- 1976: 5. místo na mezipásmovém turnaji v Bielu (vyhrál Bent Larsen, 2.–4. byli Tigran Petrosjan, Michail Tal a Lajos Portisch),[15]
- 1982: 2. místo za Zoltánem Riblim na mezipásmovém turnaji v Las Palmas,[16]
- 1983: čtvrtfinálový zápas turnaje kandidátů v šachu s Robertem Hübnerem, tento zápas musel být za stavu 1:1 (=11) a po vyčerpání všech pomocných kritérií rozhodnout losem pomocí rulety, přičemž los rozhodl ve prospěch Smyslova, který tak postoupil do semifinále,[17]
- 1984: vítězství v semifinálovém zápase turnaje kandidátů v šachu se Zoltánem Riblim 3:1 (=7) v Londýně,[17]
- 1984: prohra ve finálovém zápase turnaje kandidátů v šachu ve Vilniusu s Garry Kasparovem 0:4 (=7) (Smyslovovi bylo 63 a Kasparovovi 21 let),[17]
- 1984: účastník zápasu SSSR – Zbytek světa v Londýně s osobním výsledkem 0:1 (=1), celkově vyhrálo mužstvo SSSR 8:6 (=26),[18]
- 1985: 8. místo na turnaji kandidátů MS v Montpellier,[19]
- 1991: se stal prvním seniorským mistrem světa.[20]